# Nacionalni junak
Nacionalni junak ili nacionalni heroj označava osobe koje su dio političkog mita nacije. Često se radi o idealiziranoj osobi iz nacionalne povijesti. 
Nacionalni junaci mogu biti realni, izmišljeni, ili mitološki. Mogu biti dio narodne priče ili drugih oblika folklora. Mogu biti predmet književnosti i filmova.
Životi narodnih junaka općenito se ne temelje uvijek na povijesnim dokumentima a svojstva i djela kaja im se pripisuju često su idealizirana.
Narodni junak često počinje život kao obična osoba, a određenim izvanrednim značajnim događajima se pretvori u junaka. Često kao odgovoru na društvene nepravde, a ponekad kao odgovor na prirodne katastrofe.

## Primjeri povijesno dokumentiranih svjetsko poznatih narodnih junaka
- Arminije
- Billy the Kid
- Sitting Bull
- Carmine Crocco
- Davy Crockett
- Guy Fawkes
- Geronimo
- Džingis-kan
- Che Guevara
- Andreas Hofer
- Jesse James
- Abraham Lincoln
- José Rizal
- Skenderbeg
- Spartak
- William Wallace
- Jan Žižka
- Ivana Orleanska
- Nikola Šubić Zrinski - legendarni hrvatski vojni zapovjednik

## Mogući apokrifni narodni junaci
- Kralj Arthur - Legendarni britanski vojni zapovjednik.
- Diva Grabovčeva
- Till Eulenspiegel
- Robin Hood
- Wilhelm Tell

## Hrvatski narodni junaci
Hrvatski narodni junaci su na primjer
- Josip Jelačić
- Eugen Kvaternik
- Petar Kružić
- Petar Berislavić
- Nikola Zrinski
- Mijat Tomić
- Andrijica Šimić
- Matija Gubec
- Nikola Jurišić
- Ivan Musić
- Marko Mesić

Jugoslavenski komunisti njegovali su tijekom postojanja SFR Jugoslavije kult tzv. narodnih heroja.